# Augustine Lonergan

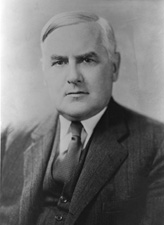
Augustine Lonergan

Augustine Lonergan (* 20. Mai 1874 in Thompson, Connecticut; † 18. Oktober 1947 in Washington, D.C.) war ein US-amerikanischer Politiker (Demokratische Partei), der den Bundesstaat Connecticut in beiden Kammern des Kongresses vertrat.
Nach dem Besuch der öffentlichen Schulen in Rockville und Bridgeport studierte Lonergan an der Yale University und machte dort 1902 seinen Abschluss in Jura. Er wurde in die Anwaltskammer aufgenommen und begann in Hartford als Jurist zu arbeiten.
Von 1910 bis 1912 gehörte er der städtischen Planungskommission an, im gleichen Zeitraum war er Stellvertreter des obersten juristischen Vertreters (Corporation counsel) von Hartford. Im Jahr 1912 begann dann Lonergans politische Laufbahn mit der Wahl ins Repräsentantenhaus der Vereinigten Staaten. Die Wiederwahl 1914 verfehlte er, dafür gelang ihm 1916 die Rückkehr für weitere vier Jahre, ehe er 1920 nicht mehr zur Wahl antrat.
In diesem Jahr kandidierte Lonergan für den US-Senat, scheiterte jedoch; auch 1928 verlor er bei der Senatswahl, sodass er zunächst wieder als Anwalt arbeitete. 1930 wurde er noch einmal für zwei Jahre ins Repräsentantenhaus gewählt, ehe dann 1932 doch noch der Wechsel in den Senat glückte. Nach sechsjähriger Amtszeit schied er am 3. Januar 1939 aus, nachdem er im Jahr zuvor bei der Wiederwahl gescheitert war.
Augustine Lonergan blieb in Washington, wo er in der Folge wieder als Jurist tätig war und 1947 starb. Er wurde in Hartford beigesetzt.